# マーガレット・マクドナルド・マッキントッシュ

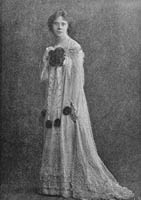
妹のフランシス・マクドナルド（1893年頃）

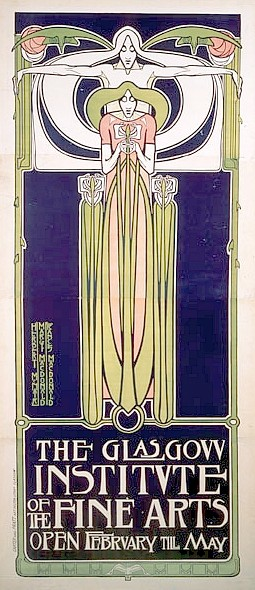
グラスゴー美術学校のポスター。妹フランシスの署名（紙にインク、1895年）
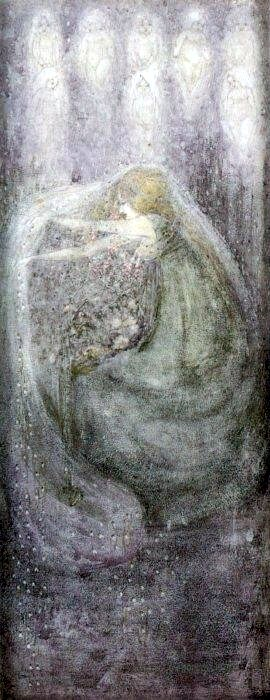
『冬』（1898年）
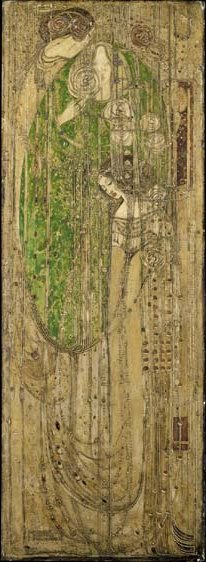
『O ye, all ye that walk in WilloWood』（地塗り剤を塗り重ねた陽刻、1903年）
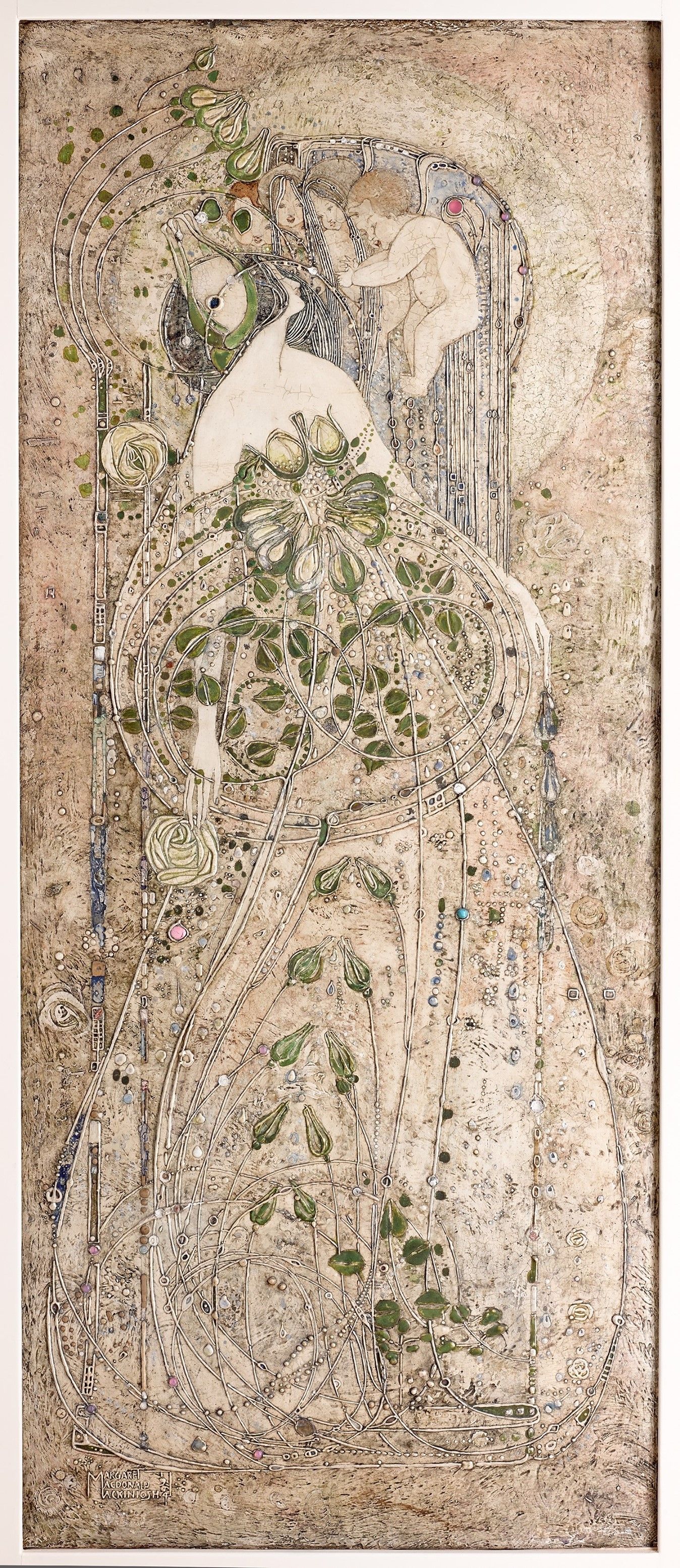
『夏』（1904年）
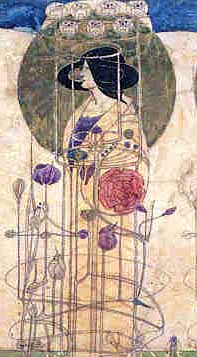
クランソンが経営したブキャナン通りの喫茶室ポスター原図（ハンテリアン美術館所蔵）

マーガレット・マクドナルド・マッキントッシュ（英語: Margaret MacDonald Mackintosh、1864年11月5日 - 1933年1月10日）はスコットランドの画家、イラストレーターである。アール・ヌーボーの工芸家として働いた。妹のフランシス・マクドナルドと組んで「不気味派」Spook School、夫のチャールズ・レニー・マッキントッシュと妹の夫ハーバート・マクネアを加えて（グラスゴーの）「4人組」The Four と呼ばれたり、またグラスゴーで活躍した女性芸術家「グラスゴー・ガールズ」の一人とされる。画業はスコットランドで極めた。旧姓マーガレット・マクドナルド（Margaret MacDonald）。
マッキントッシュとの結婚後は作品にほとんどサインを入れなかったため、チャールズ・R・マッキントッシュの作品と伝わるもののうち、共作と記録されていてもマーガレットがデザインした作品の占める割合は明確でない。2018年にスコットランドに国立ダンディー館が開館してオークルームという喫茶店の一室が復元され（後述）、常設展でインテリアデザインと絵画パネルや家具まで全体像を鑑賞できるようになった。
グラスゴースタイルを率いたマクドナルド姉妹と夫たち4人組の作品は、2018年のチャールズ・R・マッキントッシュ生誕150周年につづき、2019年よりイギリスとアメリカで3年がかりの巡回展を行う。

## 参考文献

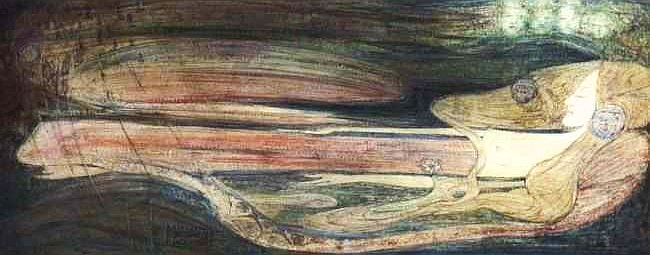
『オフィーリア』（1908年）
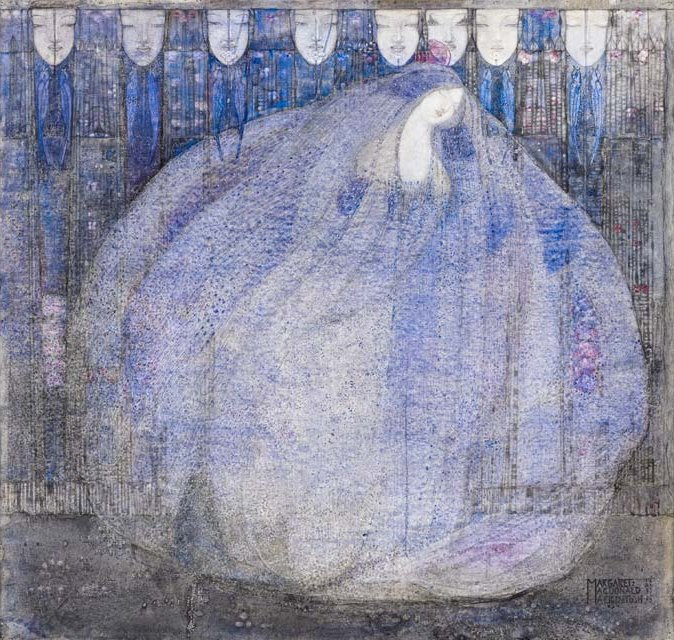
『神秘的な庭』（1911年）、スコットランド国立近代美術館蔵
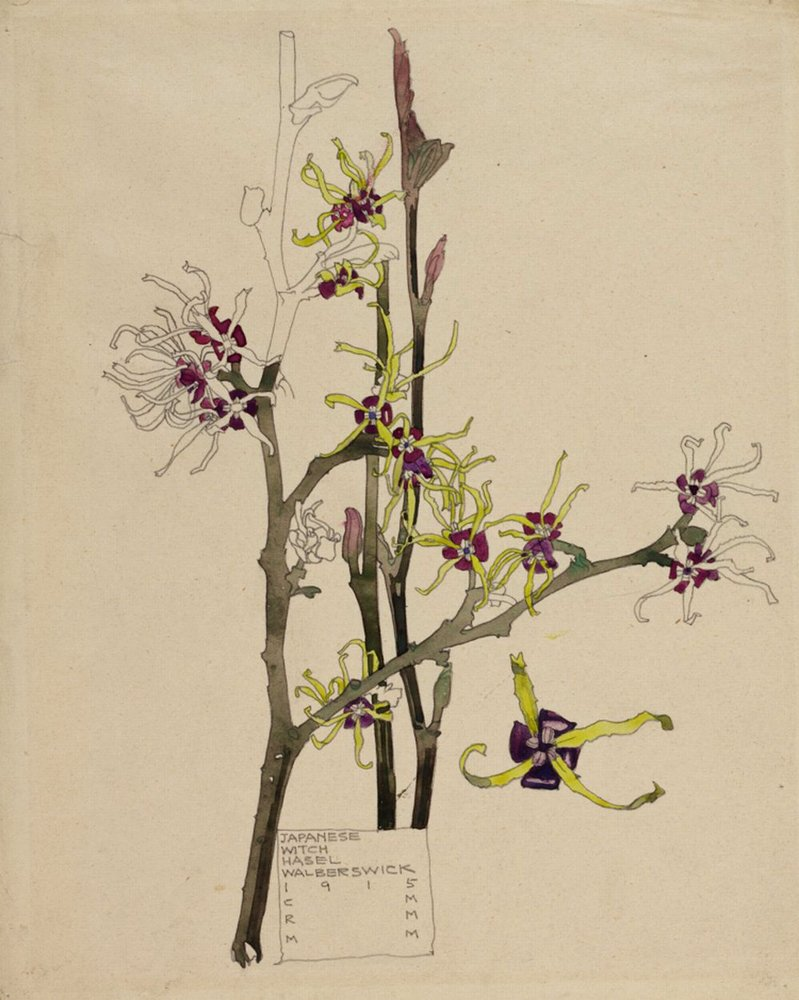
『マンサク』（1915年、C・マッキントッシュ作）。植物画、ウォルバーズウィック（en）
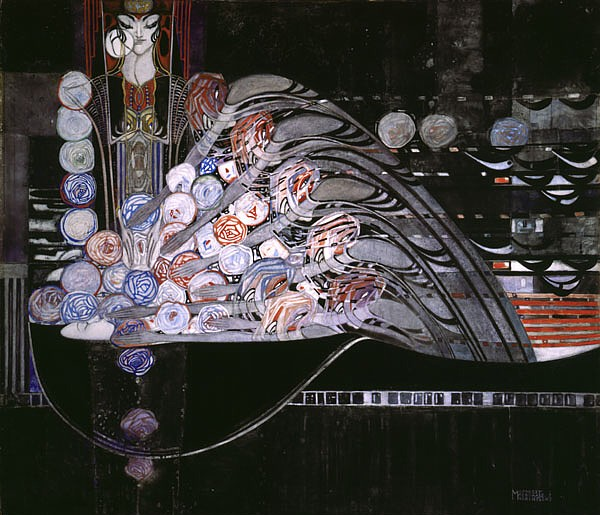
『死の香り』（1921年）

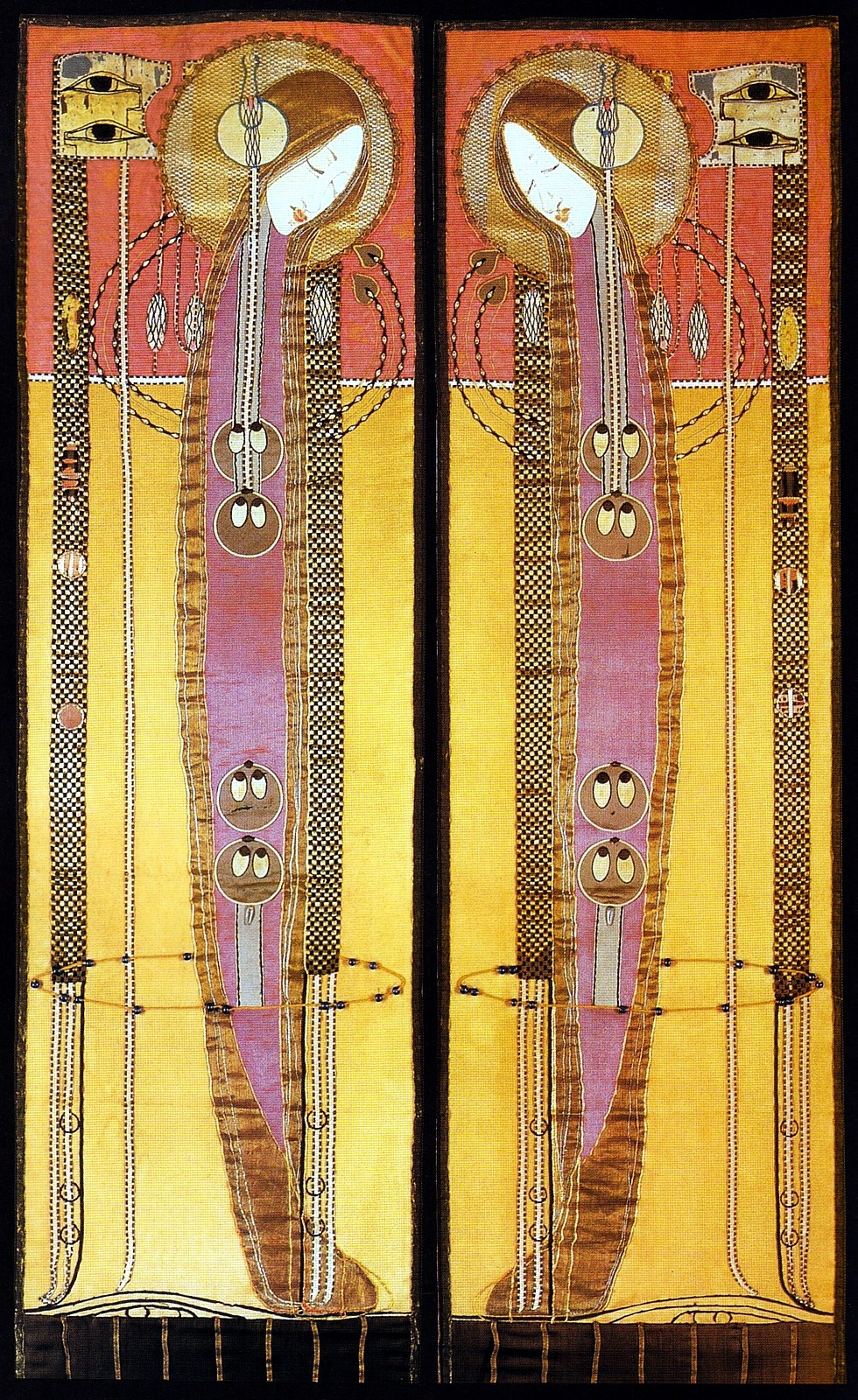
ビーズとアップリケ刺繍で描いたパネル（リネン、ビーズ、絹糸。1902年）

## 経歴

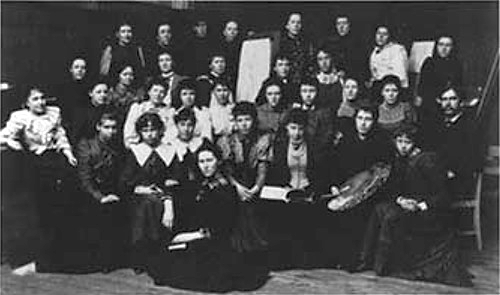
グラスゴー美術学校の同級生。（前列右から左へ）フランシス・マクドナルド、不明、ルビー・ピッカリング、マーガレット・マクドナルド、アグネス・レイバーン、キャサリン・カメロン。最前列はジャネット・エイトキン。2列目の右端、椅子に座った男性はフランシス・ニューベリー校長（1893年）

ウルヴァーハンプトン（イングランド）近くのティプトンに生まれた旧姓マーガレット・マクドナルドの父は炭鉱技師兼監督である。学籍によると、マーガレットと妹フランシスはふたりともスタッフォードシャー州ニューカッスル・アンダー・ライムのオーム女学校に通った。1881年の国勢調査の当日、当時16歳のマーガレットは知人宅を訪れており、記録には学者として載っている。マクドナルド家は1890年にはグラスゴー（スコットランド）に定住しており、姉妹はグラスゴー美術学校デザイン科に入学する。在学中に金属加工、刺繍、織物など、さまざまな技術課程を受ける。 
マクドナルドは妹のフランシスと共同制作を始めると1890年代にスタジオをグラスゴーのホープ街128番地に開く。作風はケルトの文様や文学、象徴主義や民俗に触発され、それまでにない意匠であった。
マクドナルド姉妹は「4人組」と呼ばれるグループに数えられ、妹のフランシスは美術教師のハーバート・マクネア（Herbert MacNair）と結婚、翌1900年8月22日に姉マーガレットは義弟の友人で建築家のチャールズ・レニー・マッキントッシュと結婚する。共同制作の相手は夫に移ったのちも、スコットランドにおけるアールヌーボーのスタイルを形成し後期象徴主義の水彩画を描く。
1900年に夫と「ウィーン分離派」の展覧会に出展し、ふたりの作品はグスタフ・クリムトやヨーゼフ・ホフマンといったアーティストに影響を与えたとされる。建築のインテリアや調度品などで夫妻は共同制作し、様々な素材を用いた作品を残した。マーガレット・マクドナルド・マッキントッシュの最も著名な作品は、夫チャールズが設計した喫茶室や民家などの内装に用いられたジェッソパネル (gesso) である。

チャールズ・レニー・マッキントッシュがしばしば取りざたされ、スコットランドで最も著名な建築家という評価があるのに比べると、マーガレット・マクドナルド・マッキントッシュは過小評価されがちであった。ひとつには1900年以降、作品にごくまれにしかサインを入れなかったためであるが、そうは言え、才能は多くの仲間に祝福され、夫から妻にあてた手紙に賞賛がつづられる。
「いいですか、ぼくの設計した作品の4分の3とは言わないが半分は君が担っているのです……」
また伝えられるところによると「マーガレットは天才だが、ぼくには凡才しかない」と述べたという。 
マーガレット・マクドナルド・マッキントッシュの黄金時代は1895年から1924年にわたり、ヨーロッパとアメリカの40以上の展覧会に精力的に出品して評価を得ていく。制作歴は健康を損ねて断たれ、資料によると1921年以降、作品を手がけていないという。1933年、夫を見送った5年後に息を引き取る。
マクドナルド・マッキントッシュの没後、夫妻が遺した作品群は生前、友人で経済的支援者でもあったウィリアム・デイビッドソンが自宅に保管していた。デイビッドソンの住まいは1920年までマッキントッシュ夫妻が暮らし（サウスパーク街78番地）、デイビッドソンはその家を買い取って以来、内装や家具を変えずに住み続けていた。
そのデイビッドソンが1945年に亡くなると、作品群は子供のなかったマッキントッシュ夫妻の相続人シルヴァン・マクネア Sylvan McNair からグラスゴー大学に寄贈され、同大学はデイビッドソンの遺族から亡父とマッキントッシュ夫妻の関係資料を受贈する。この年、同学は旧マッキントッシュ邸を買い取り、建物の取り壊し後はハンテリアン博物館美術ギャラリーに「マッキントッシュハウス」として内装を再現した。

## グラスゴー派

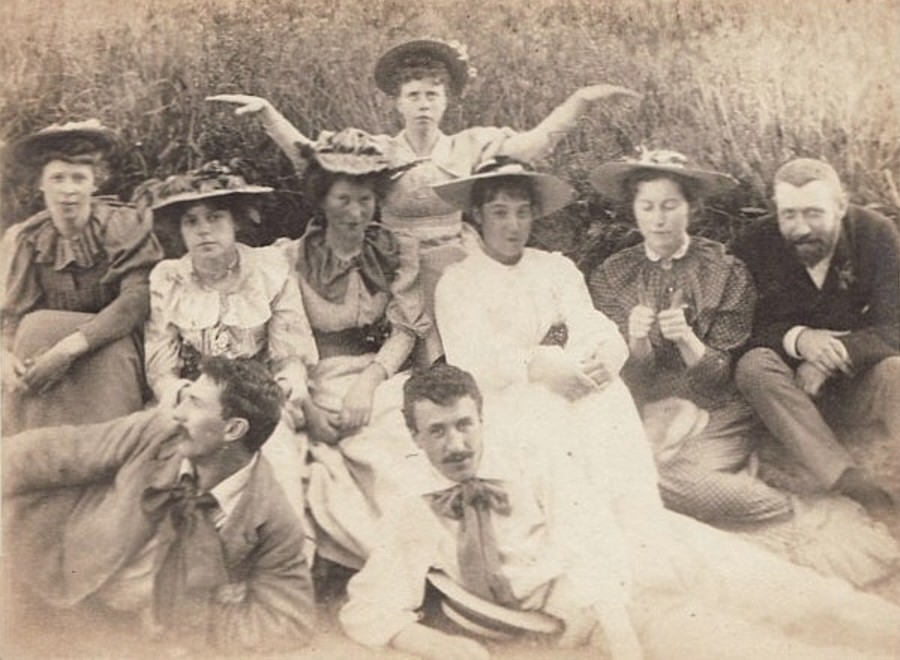
自称「不滅」の美術学校生。マーガレット（後列中央）、フランシス（中列左）と夫となるH・マクネア（前列左）、その右はマーガレットの連れ合いとなるC・R・マッキントッシュ。中列右端の2人はジェッシーとジョン・キッピー夫妻（1894年前後）

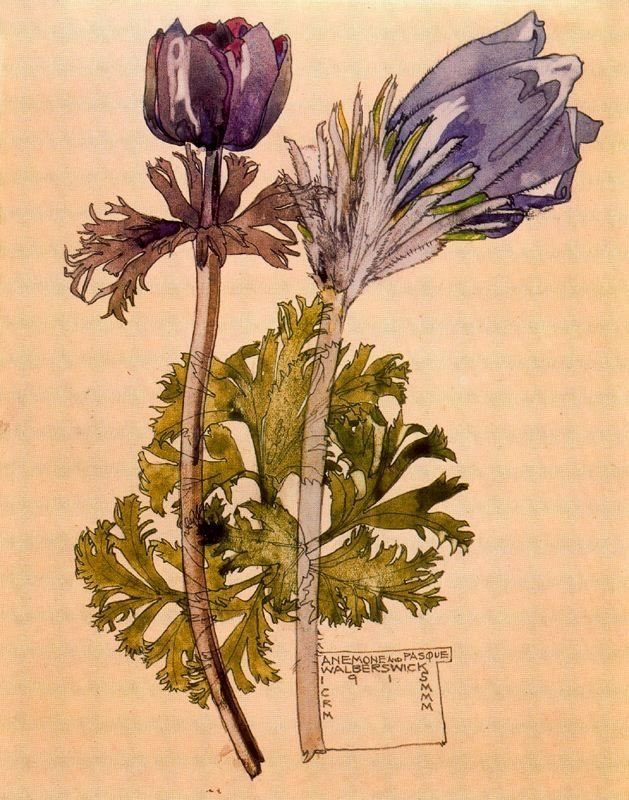
縦に並べたイニシャル。左「C・R・M」、右「M・M・M」（画面下中央の枠内。「アネモネ」1915年）

マクドナルド姉妹とチャールズ・レニー・マッキントッシュおよびその友人で同僚でもあったハーバート・マクネアがいつ出会ったのか正確な時期は不明ながら、おそらく1892年前後、場所は男性陣も通学していたグラスゴー美術学校（マッキントッシュとマクネアは夜学生）、同校のフランシス・ニューベリー校長（Francis Newbery）が4人の制作スタイルの共通点に気づき、紹介したものと考えられる。1894年には学生作品展に4人そろって出品し、全員の合作もあった。評判はまちまちで、マクドナルド姉妹の作品はオーブリー・ビアズリーかぶれと言われ、あるいはごつごつしていて直線的なフォルムは「猟奇的」と評され、「不気味派」というあだ名が付く。やがて1890年台半ばに学校を辞め地元で知名度を得ると「4人組」Glasgow Fourという通り名が付くまでになるが、いったん忘れ去られた。その後、ヴィクトリア朝美術が見直された1960年代、またアール・ヌーヴォーに注目の集まる1970年代に再評価され「グラスゴー派」と呼ばれるにいたる。 

### フランシスとの合作
スタジオを開設する1896年を含む1890年代から妹のフランシスが結婚しリバプールへ移る1899年まで、マーガレット・マクドナルドが共同作業の相手に選んだのは、もっぱら妹である。四季に合わせたテーマを選んで描いた連作4点に彫金の額縁を添えるなど、合作の形態を展開している。また近年、バッファロー大学特別コレクションの収蔵図書からウィリアム・モリス作『グエネヴィア防衛』（Defence of Guenevere） が再発見され、ふたりが提供した挿絵をオンラインで見ることができる。

### 1900年代の制作

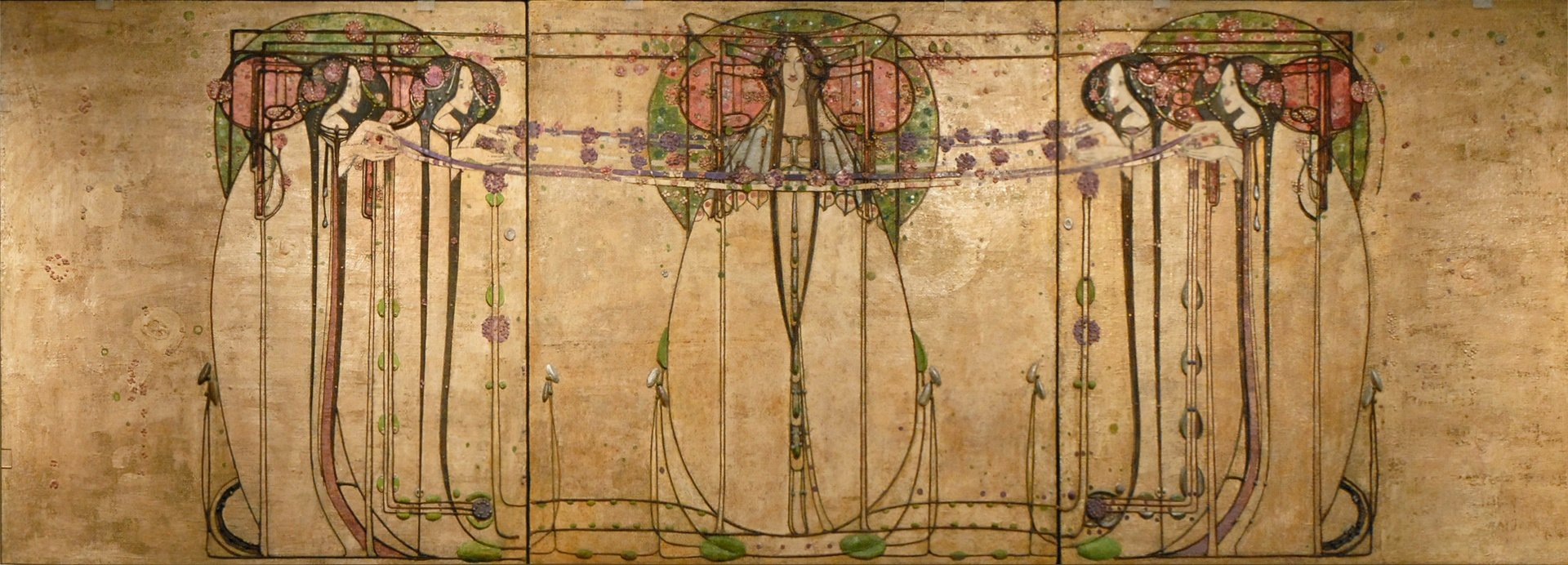
『メイクィーン』（1900年）

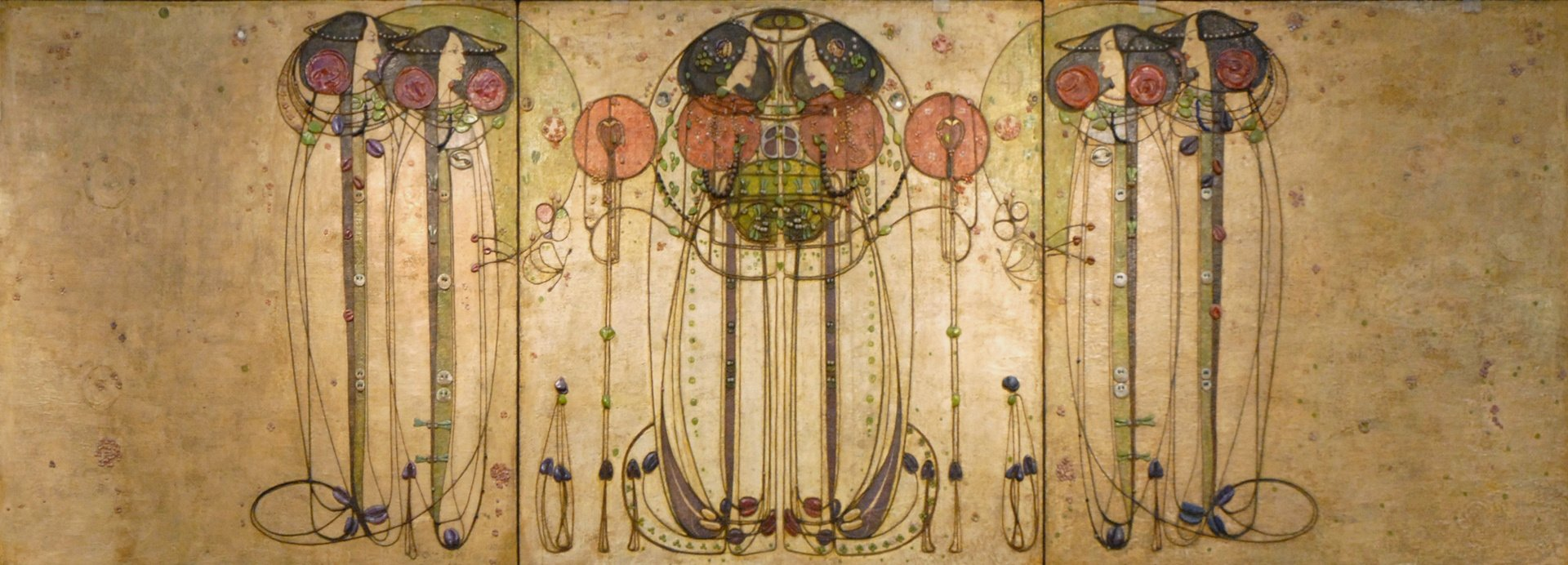
『ワセイユ』（1900年）

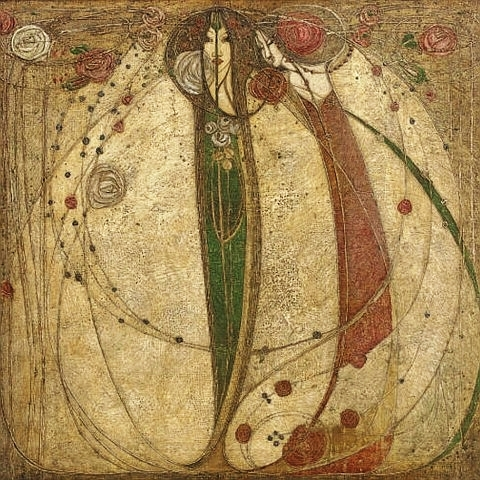
『 白いバラと紅いバラ』（1902年）

マクドナルド・マッキントッシュは夫と建築物の内装を共同で制作し、多くは20世紀の初めに実現している。トリノ国際展示会（1903年）には「ローズ・ブドワール」Rose Boudoir、「芸術愛好家のための家」(1900年制作) の設計図を出した。地元グラスゴーの喫茶店「ウィロー・ティールームズ」(1902年) の内装から美術品、家具まで手がけた。
夫妻が人気を得たのはウィーンのアートシーンで、分離派展（1900年）に出展し、同派のグスタフ・クリムトとヨーゼフ・ホフマンホフマンに影響を与えたとされる。この時の作品が「#メイクィーン」と「ワセイユ」で、どちらもイングラム通りの喫茶店の、昼食会用の部屋に飾られた。ウィーン国際美術展（1909年）にも出展している。
ウィーンで夫妻は1902年に大きな仕事を受注する。ウィーン工房の発起人で出資者のフリッツ・ワーンドルファー Fritz Waerndorfer （ドイツ語）が郊外に別荘を建てようとしており、ウィーンで活動する芸術家としてふたりに部屋の装飾をさせたいと申し入れてきた。すでに前出の#ホフマンとコロマン・モーザーがそれぞれ1室ずつあてがわれ、施主はマッキントッシュ夫妻に音楽室の内装を依頼する。そこでマーガレットの作品をパネルに仕立てて『#風のオペラ』『#海のオペラ』を楽器の装飾に、また部屋のシンボルとなる『#七王女』を三連祭壇画の形式で壁にかけるプランを立てた。これらをマクドナルド・マッキントッシュの最高傑作と評する声もあり、現代の美術評論家アメリア・レビタス Amelia Levetus は「夫妻最高の傑作であり、なによりも思うさま力を発揮せよという求めに応じた」と評している。

## 発想とスタイル
写実ではなく想像力に依拠する姿勢を貫いたマクドナルド・マッキントッシュは、スケッチブックをつけなかった。制作に大きなインスピレーションを得る源は聖書、『オデッセイア』、モリスとロセッティの詩、モーリス・メーテルリンクの作品などである。しばしば作品を共作した姉妹はともに同時代の芸術の概念を無視したとグリーソン・ホワイト Gleeson White は記す。「この姉妹二人はまったくの無邪気を装いつつ、他人からエジプトの装飾に特に関心があったと定義されようとも認めはしない。『何物にも偏っていません』と言うばかりで理論を示して展開するわけでもない。」  
芸術家として自らの想像力を大きくふくらませるところから出発し、伝統的なテーマや寓話、象徴の再解釈に独創を加えると、ふれ幅の広い実験を展開する。姉妹でグラスゴーにスタジオを開いた1896年からまもなく、人間の姿を借りて「時間」や「夏」「冬」などの作品を発表、幅広いアイデアを変換し高度に様式化する手法が見られる。人間の裸体を細長く引き伸ばし、落ち着いた自然な色調を用いて幾何学と自然のモチーフを微妙に取り合わせて相互作用を引き出す点に、他の芸術家との違いが現れるといえる。 

## 著名な作品
最もよく知られた作品は『メイクィーン』（The May Queen）というジェッソパネルで、やはりパネルの『The Wassail』とペアにして女性起業家クラントンがイングラム街で経営する喫茶室の、女性ランチョンルームに納められた。
これとは別にウィロー・ティールームズの特別喫茶室 (ルームドリュクス) には、柳の木に寄り添う女性像『Oh ye, all ye that walk in Willowwood』を組み込んだ。同店はインテリアの修復を2017年 - 2018年に行うと、この女性像の複製画を元の部屋の本来の位置に取り付けている。現在、これら3点のオリジナルは、すべてケルビングローブ美術館・博物館（グラスゴー）が展示する。
マクドナルド・マッキントッシュ最大の作品『#七王女』は、3点1組の作品である。ワーンドルファーの別荘の壁面いっぱいを7名の女性群像が飾った。同名の演劇の一場面を描き (戯曲はモーリス・メーテルリンク作)、ウィーンとその美術界では誰もが知る作品である。風、海のテーマのパネル2点をピアノに添えた。この別荘は1916年に売却され、同作品は長く一般の目に触れる機会がなかった。ところが1990年、ウィーン国立工芸美術館の地下収蔵庫から木箱に梱包された状態で発見されたおかげで、オーストリア応用美術博物館の収蔵品として常設展示されるにいたる。
2008年の美術品競売では、『白いバラと紅いバラ』（1902年）が170万英ポンド (当時の時価で330万ドル相当) で落札された。

### マッキントッシュハウス
チャールズが設計して建てたグラスゴーのマッキントッシュ邸は、1920年に友人で後援者だったデイビッドソンに譲られ、のちにグラスゴー大学が買い取った。建物の取り壊しに際して室内装飾と家具や調度品は取り外し、同学ハンテリアン博物館で保存ののちに「マッキントッシュハウス」という展示施設に内装を再現している。2018年に旧マッキントッシュ邸建築100周年を迎えると、スコットランド議会ならびにグラスゴー市の後援を得て記念行事が催され、グラスゴー市内のゆかりの建築をめぐるツアーや児童生徒絵画コンクールを開いた。

### オークルーム復原計画

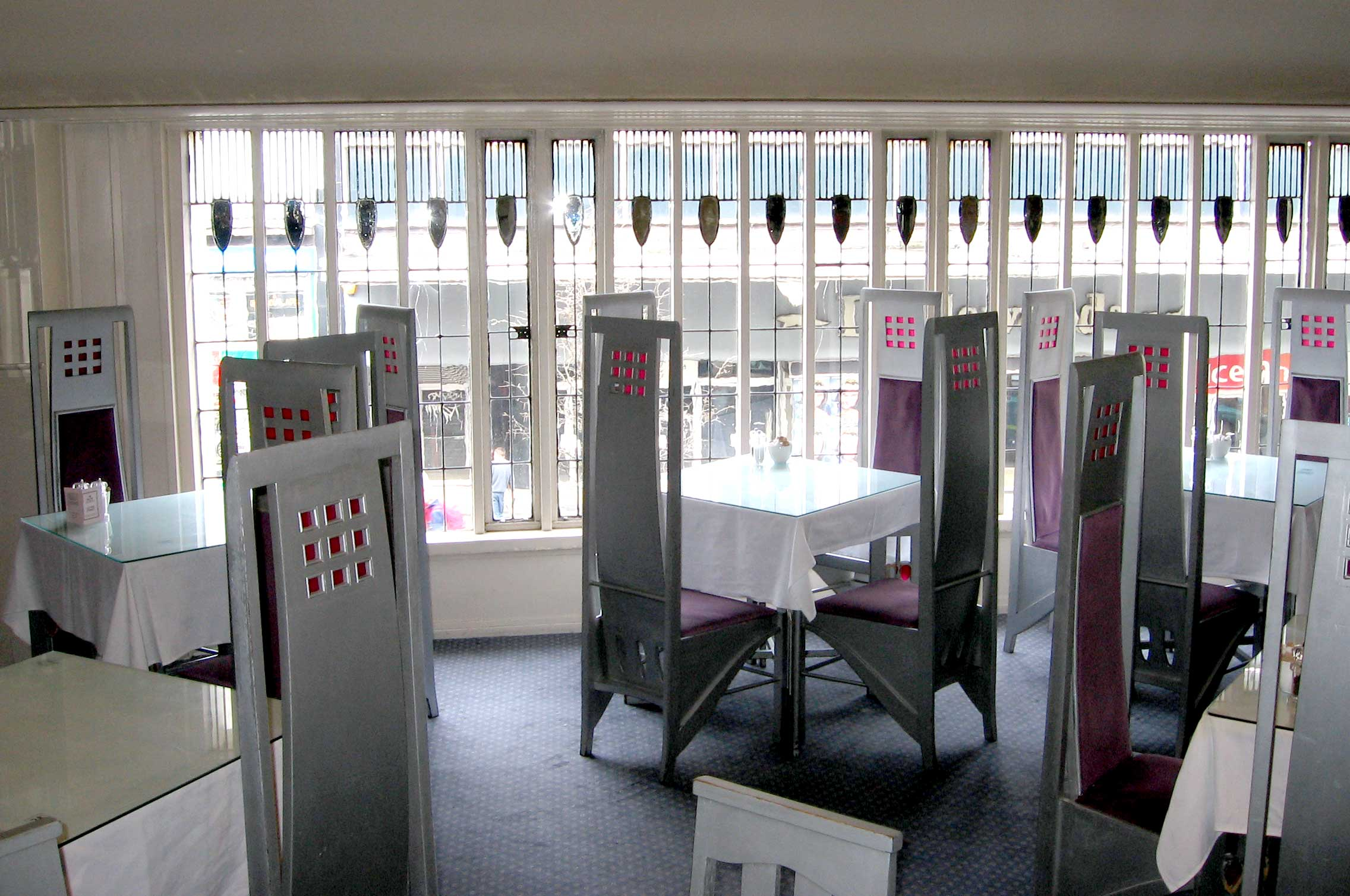
ウィローティールームズの特別室の内装 （復原、ルーム・ド・リュクス）
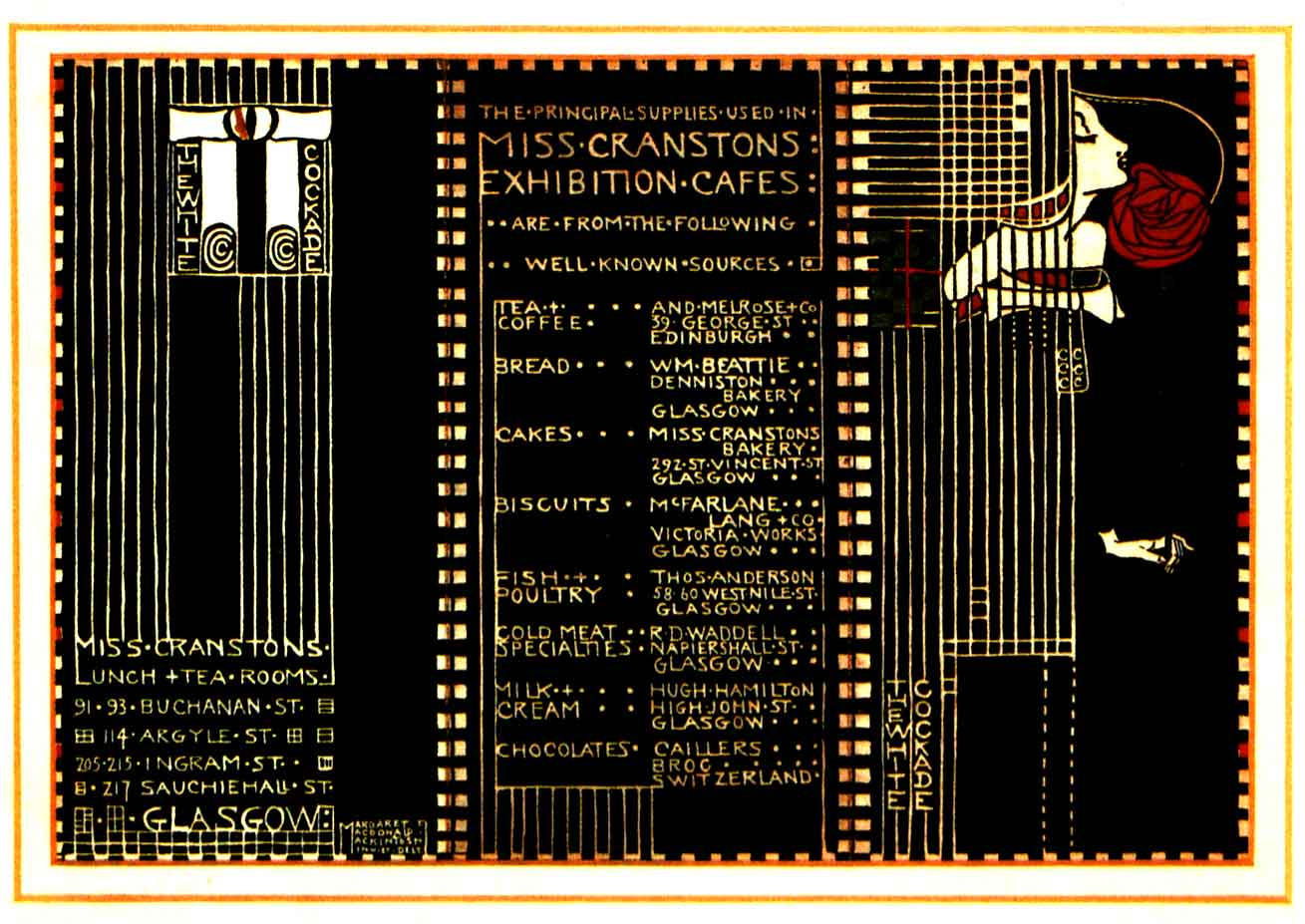
展覧会に出展したメニューのデザイン画（1911年、開いたところ）

F・ワーンドルファー邸の装飾より（音楽室のピアノの装飾パネル2枚）
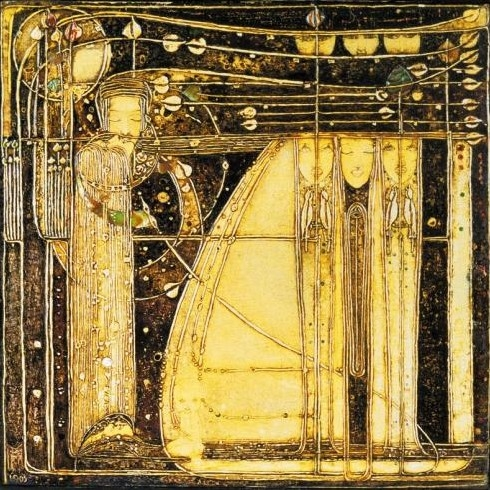
『海のオペラ』（1903年）
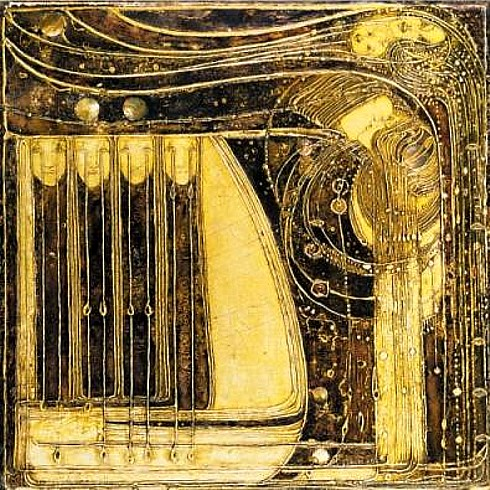
『風のオペラ』(1903年)
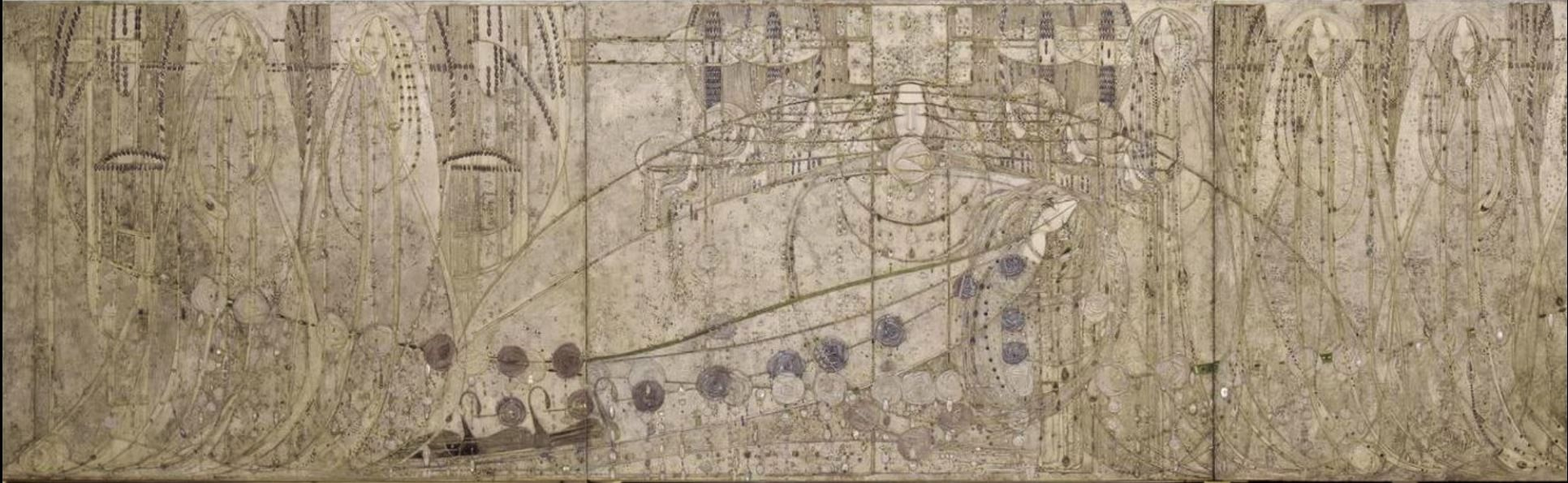
室内装飾の中心『七王女』（ジェッソ、真珠貝、ガラス、152 × 594 cm。1907年）[注釈 3]

## 回想展
2019年から3年にわたり、グラスゴーの4人組の作品が各地をめぐり展示される。リバプールのウォーカー・アート・ギャラリー（2019年3月）からアメリカへわたり、ウォルターズ美術館（ボルティモア - 2020年1月）、フリスト美術館（Frist Art Museum、ナッシュビル - 2020年9月）、アメリカン・アート・アンド・クラフト運動美術館（セントピーターズバーグ - 2021年1月）、リチャード・H・ドリーハウス美術館（シカゴ - 2021年5月）で催されることが決まった。